# Eduard Tempeltey

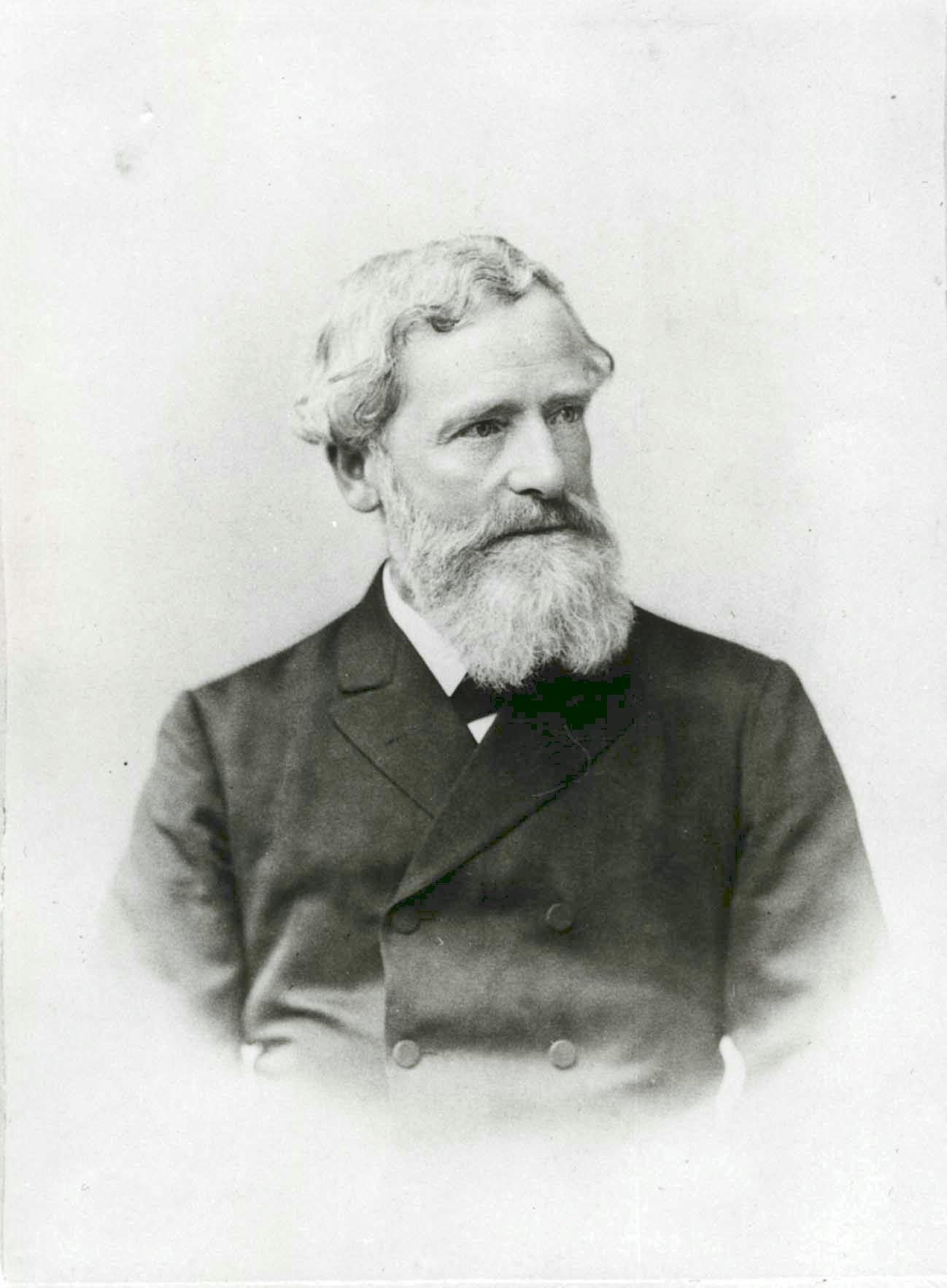
Eduard Tempeltey

Karl Ernst Eduard Tempeltey (* 13. Oktober 1832 in Berlin; † 28. Mai 1919 in Coburg) (Pseudonym Karl Ernst) war ein deutscher Theaterdirektor, Schriftsteller und Politiker.

## Leben und Wirken
Nach dem Studium der Geschichte und Philologie in Berlin war er 1860 und 1861 zunächst Herausgeber des Feuilletons der Berliner Nationalzeitung und wurde als Nachfolger von Titus Ullrich Schriftführer der Deutschen Fortschrittspartei (DFP). Er hatte mehrere Dramen geschrieben und wurde durch sein Stück Klytämnestra, das Heinrich Laube am Wiener Burgtheater zur Aufführung brachte, bekannt.
1862 folgte er dem Ruf des Herzogs Ernst II. von Sachsen-Coburg und wurde hier zunächst Kabinettsrat. Im Jahr 1863 begleitete er den Herzog bei dem Frankfurter Fürstenkongress und weilte 1864 und 1865 als Diplomat im Auftrag des Herzogs in Kiel. Nach seiner Rückkehr nach Coburg wurde er 1871 Kabinettschef und von 1887 bis zu seiner Versetzung in den Ruhestand am 1. Oktober 1896 Kabinettspräsident in Gotha.
Während seiner gesamten politischen Laufbahn hatte er nie aufgehört schriftstellerisch tätig zu sein. So war sein erster großer Erfolg 1857 in Berlin die Tragödie „Klytämnestra“. Ferner schrieb er Schauspiele, Dramen, Opern und Liedertexte. Darüber hinaus übernahm er von 1868 bis 1874 die Hofkapell- und Theaterintendanz am Herzoglichen Sächsischen Hoftheater zu Coburg, dem heutigen Landestheater Coburg.
Auf Grund der freundschaftlichen Beziehungen nicht nur zu Herzog Ernst II., sondern auch zu dem Arzt und Schriftstellerkollegen Gustav Freytag sammelte er die Korrespondenz von über 40 Jahren zwischen dem Herzog Ernst II., Gustav Freytag und deren Ehefrauen und ließ sie 1911 in einer speziellen Edition veröffentlichen.
Eduard Tempeltey war verheiratet mit Emma von Görschen geborene Riedel (1845–1924), der Witwe von Otto von Görschen und Tochter des Archivars, Historikers und Politikers Adolph Friedrich Johann Riedel.

## Werke (Auswahl)
- De Godofredo ab Ensmingen ejusque quae feruntur operibus historicis. Grunow, Leipzig 1861. (Digitalisat)
- Johann Huß. Historisches Trauerspiel, 1853
- Klytämnestra. Tragödie. Schroeder, Berlin, 1857. (Digitalisat)
- Hie Welf – Hie Waiblingen. Vaterländisches Drama. Grunow, Leipzig 1858. (Digitalisat der 2. Aufl. 1861)
- Mariengarn, Liederzyklus, Leipzig: Herbig-Verlag, 1860
- Cromwell, Halle a.d.Saale, 1882
- Theodor Storms Dichtungen. Ein Vortrag. Schwers, Kiel 1867. (Digitalisat)
- Herzog Ernst von Koburg und das Jahr 1866. Paetel, Berlin 1889
- Eduard Tempeltey (Hrsg.): Gustav Freytag und Herzog Ernst von Coburg im Briefwechsel 1853 bis 1893. Leipzig: S. Hirzel Verlag, 1904

## Auszeichnungen
- 1887 erhielt er den Titel Präsident[1]
- 1906 wurde ihm das Großkreuz des Ernestinischen Hausordens und der erbliche Adel verliehen.